# Nu grönskar det
Nu grönskar det är en sångtext skriven 1933 av Evelyn Lindström till en något omarbetad sats ur Bondekantaten (BWV 212)  av Johann Sebastian Bach.

## Inspelningar
En folkpopversion av "Nu grönskar det" spelades in av Country Four 1966. 1994 gav rockgruppen Ultima Thule ut en inspelning av sången.
2004 hade gruppen Sarek med sången på sitt självbetitlade album.

## Andra omarbetningar
Musiken förekom 1998 i en reklamfilm för drycken Mer och framfördes av Idde Schultz, Lisa Ekdahl, Mio Jäger. De fem första tonerna i sången "Big Big World", som Emilia Rydberg noterades för en världshit med 1998–99, är desamma som de fem första tonerna i "Nu grönskar det", vilket bland annat uppmärksammats i TV-programmet Bumerang. 1999 använde Markoolio melodin som refräng till låten "Följ me, följ me" på albumet Dikter från ett hjärta.

## Text
Nu grönskar det i dalens famn,

nu doftar äng och lid.

Kom med, kom med på vandringsfärd

i vårens glada tid!

Var dag är som en gyllne skål,

till brädden fylld med vin.

Så drick, min vän, drick sol och doft,

ty dagen den är din.

Långt bort från stadens gråa hus
vi glatt vår kosa styr,
och följer vägens vita band
mot ljusa äventyr.

Med öppna ögon låt oss se
på livets rikedom
som gror och sjuder överallt
där våren går i blom!

### Fotnoter
1. ↑  ”Country Four - Nu Grönskar Det / Timmen Blå”. Discogs. https://www.discogs.com/Country-Four-Nu-Gr%25C3%25B6nskar-Det-Timmen-Bl%25C3%25A5/release/5420179. Läst 24 september 2016.
2. ↑  ”Nu grönskar det”. Svensk mediedatabas. 30 april 1994. http://smdb.kb.se/catalog/id/001505419. Läst 24 juni 2011.
3. ↑  ”Sarek”. Svensk mediedatabas. 30 april 2004. http://smdb.kb.se/catalog/id/001432058. Läst 24 juni 2011.
4. ↑  Sebastian Rutgersson (11 februari 2008). ”Hit med framgång”. Linköpings universitet. http://www.diva-portal.se/smash/get/diva2:640269/FULLTEXT01.pdf. Läst 12 juli 2017.